# Rauvolfia aphlebia
Rauvolfia aphlebia là một loài thực vật có hoa trong họ La bố ma. Loài này được (Standl.) A.H.Gentry miêu tả khoa học đầu tiên năm 1981.